# Xã Roland, Quận Webster, Iowa
Xã Roland (tiếng Anh: Roland Township) là một xã thuộc quận Webster, tiểu bang Iowa, Hoa Kỳ. Năm 2010, dân số của xã này là 589 người.